# Antonee Robinson
Antonee „Jedi“ Robinson (* 8. August 1997 in Milton Keynes, Vereinigtes Königreich) ist ein US-amerikanisch-englischer Fußballspieler. Er begann seine Karriere im Herrenbereich in der zweiten Mannschaft des FC Everton, für den er zuvor in der Jugend gespielt hatte. Über die Bolton Wanderers kam er 2018 zu Wigan Athletic. Nach der Insolvenz und dem Abstieg des Vereins wechselte er zum FC Fulham. Beim Erstligisten spielt er als linker Außenverteidiger. Zusätzlich ist Robinson seit 2018 Nationalspieler der A-Auswahl der Vereinigten Staaten.

## Karriere

### Verein
Antonee Robinson begann unter der Förderung seines Vaters mit dem Fußballspielen. 2008 kam er in die Jugend des in Liverpool ansässigen FC Everton, in der er sieben Jahre lang aktiv war. 2015 stieg er in die Reservemannschaft des Vereins auf, wobei er in zwei Jahren zu 27 Spielen kam. Zur Saison 2017/18 erreichte Robinson per Leihe zum Zweitliganeuling Bolton Wanderers den Profifußball. Zuvor seit Saisonbeginn in fünf Partien im Spieltagskader gewesen, debütierte er am 9. September 2017 (6. Spieltag) bei der 0:3-Heimniederlage gegen den FC Middlesbrough. Ab diesem Zeitpunkt spielte Robinson als Stammspieler der Mannschaft auf den linken Verteidiger- und Mittelfeldpositionen und damit in 34 von 50 möglichen Partien; er trug fünf Torvorbereitungen zum Erfolg seiner Mannschaft bei, die erst am letzten Spieltag den Klassenerhalt als Tabelleneinundzwanzigster schaffte.
Nach der Saison erfolgte eine weitere Leihe, diesmal zum Ligakonkurrenten der Wanderers, Wigan Athletic, der seinerseits in der nun neuen Saison in die Liga aufgestiegen war. Erneut etablierte sich Robinson als Stammspieler in der Mannschaft als Linksverteidiger bis Mitte November 2018. Anschließend erlitt er eine Verletzung am Knöchel, wodurch er zehn Wochen nicht spielen könne, erklärte der Verein. Tatsächlich belief sich Robinsons Verletzungszeit auf fast vier Monate bis Anfang März 2019, wodurch er in 20 Spielen seines Vereins ausfiel und erst im letzten Saisonviertel auf den Platz zurückkehren konnte. In den verbleibenden elf Partien setzte sein Trainer wieder auf Robinson als Stammspieler auf der Linksverteidigerposition. Wigan beendete die Saison auf dem 18. Tabellenplatz und sicherte als Aufsteiger damit die Klasse; Robinson kam dabei in 26 von 48 möglichen Spielen zum Einsatz. Nach dem Ablauf seiner Leihe verhandelte Wigan mit dem FC Everton über eine feste Übernahme Robinsons. Am 15. Juli 2019 einigten sich beide Vereine sowie Robinson auf ein festes Arrangement des Spielers bei Wigan Athletic. Auch nach seinem endgültigen Wechsel behielt Robinson seinen Stammplatz und verpasste bis einschließlich Januar 2020 nur eine von 30 Partien. Am 26. November 2019 gelang ihm im Ligaspiel beim FC Millwall sein erstes Tor im Profifußball, als er beim 2:2 den zwischenzeitlichen 2:1-Führungstreffer seiner Mannschaft erzielte.
Am 30. Januar 2020 trat der italienische Erstligist AC Mailand an Wigan Athletic heran und einigte sich mit dem Verein auf einen erneut festen Wechsel Robinsons. Tags darauf reiste Robinson nach Mailand, um sich einer medizinischen Untersuchung zu unterziehen, die keine Auffälligkeiten ergab. Da die Italiener auf weitere Untersuchungen bestanden, die bis zur Schließung des Transferfenster am Abend aber nicht mehr durchführbar waren, scheiterte der Wechsel; Robinson verblieb in Wigan.
Im Anschluss fiel Robinson für die folgenden acht Saisonspiele aufgrund einer Verletzung aus. Nach der Mitte März nötigen Unterbrechung der Saison aufgrund der COVID-19-Pandemie war er wieder bis zum Saisonende in der Mannschaft gesetzt. Wigan erreichte sportlich den 13. Tabellenplatz in der Liga, allerdings wurden dem Verein infolge eines Insolvenzverfahrens 12 Punkte abgezogen, wodurch der Verein letztlich als Tabellenvorletzter in die drittklassige EFL League One abstieg. Robinson kam in der gesamten Spielzeit für Wigan zu 39 von 48 möglichen Partien, wobei er 38 Mal in der Startaufstellung aufgeboten wurde.
Nach dem Abstieg Wigans wechselte Robinson im August 2020 zum FC Fulham, der in der abgelaufenen Saison Ligakonkurrent von Wigan gewesen und über die Play-offs in die Premier League aufgestiegen war. Sein dortiger Vertrag verfügt über eine Laufzeit von vier Jahren.

### Nationalmannschaft
Robinson war aufgrund seiner Geburt in England sowie der Herkunft seines Vaters sowohl für die englische als auch US-amerikanische Nationalmannschaft spielberechtigt. Im Alter von 17 Jahren spielte er einmalig für die U18 der Vereinigten Staaten. Im März 2018 erhielt er erstmals eine Nominierung für die A-Auswahl. Im Spiel gegen Paraguay kam er nicht zum Einsatz. Erst zwei Monate später gab er sein Debüt in einem Freundschaftsspiel gegen Bolivien, in dem er in der Startformation aufgeboten wurde und den 3:0-Endstand durch Timothy Weah vorbereitete.

## Persönliches
Robinson wurde im August 1997 in Milton Keynes in England geboren. Seine Großmutter väterlicherseits war zuvor in die Vereinigten Staaten ausgewandert und hatte dort die Staatsbürgerschaft des Landes angenommen. Sie ließ sich anschließend in White Plains, New York nieder. Robinsons Vater wurde später in New York geboren und besuchte nach seiner Schulzeit die Duke University in Durham, North Carolina, bei der er unter anderem im Soccerteam der Universität spielte. Nach seiner Spielerzeit arbeitete er als Fußballtrainer. Seinen Sohn Antonee brachte er im Alter von fünf Jahren zum Fußball. In dieser Zeit erhielt er seinen Spitznamen Jedi, der sich auf eine Fraktion aus der Star-Wars-Filmreihe bezieht.